# Lepisorus heterolepis
Lepisorus heterolepis là một loài thực vật có mạch trong họ Polypodiaceae. Loài này được (Rosenst.) Ching miêu tả khoa học đầu tiên năm 1933.